# Domaine de Sybirol
Le domaine de Sybirol, de près de 21 hectares, abrite une chartreuse datant du XVIIIe siècle, au cœur d’un vaste domaine boisé situé avenue Pierre-Sémirot à Floirac. L'ensemble bâti ainsi que le parc sont inscrits aux monuments historiques le 26 octobre 2000. Le parc est ouvert au public.

## Historique
Le lieu date de l'époque médiévale, où il s'appelait alors le château de Feuillas ou Feuillasse. De cette période ne restent que quelques ruines et soubassements dans le parc et en particulier près de la « salle rafraîchissante ».
La maison noble de Feuillas, connue depuis le XVe siècle, devint, pendant les guerres de Religion, un lieu de rendez-vous pour les Huguenots.
Elle accueillit :
- Michel de Montaigne en 1585, alors maire de Bordeaux. La peste fait alors rage dans la région, et l'histoire[2] veut que ce soit l'endroit le plus proche où l'auteur accepta de s'approcher de la ville, sans prendre le risque d'être contaminé ;
- le duc d'Épernon en 1649 et le Cardinal Mazarin en 1650, à la suite des batailles pendant la Fronde ;
- le bâtiment fut démoli et entièrement reconstruit entre 1722 et 1728 par Bernard de Lamolère-Sibirol (1673-1757)[3], avocat au Parlement de Bordeaux et directeur de la Monnaie de Bordeaux. C'est de lui que le domaine tire son nom actuel ;
- En 1765, le domaine est racheté par son neveu Jean-Baptiste de Lamolère, une des plus grosses fortunes sucrière de Bordeaux ;
- en 1828, la duchesse de Berry est une des dernières personnalités à venir se reposer en ces lieux ;
- au XIXe siècle, Sybirol change de mains, et est racheté par le marquis de Cahuzac (maire de Floirac en 1874) ;
- Jules Pinson fait l'acquisition du domaine en 1912. « Plus que pour un lieu de villégiature, il l'a acquis surtout parce qu'il était fan de chasse et que des vols de palombes passaient par là » raconte le propriétaire actuel, son arrière petit-fils. Alors dans le parc, on retrouve aussi des palombières, construites directement par cet homme, qui travaillait dans le bâtiment.

## Description de la maison
Entièrement reconstruite entre 1722 et 1728, la demeure s’apparente au type architectural régional de la chartreuse, longue maison bordelaise. Le nom de l'architecte n'est pas connu avec certitude, mais la présence de la « salle fraîche » laisse penser qu'il pourrait d'agir de l'architecte bordelais Étienne Laclotte. En effet, la seule autre salle fraîche présente dans la région est issue du travail de ce dernier.

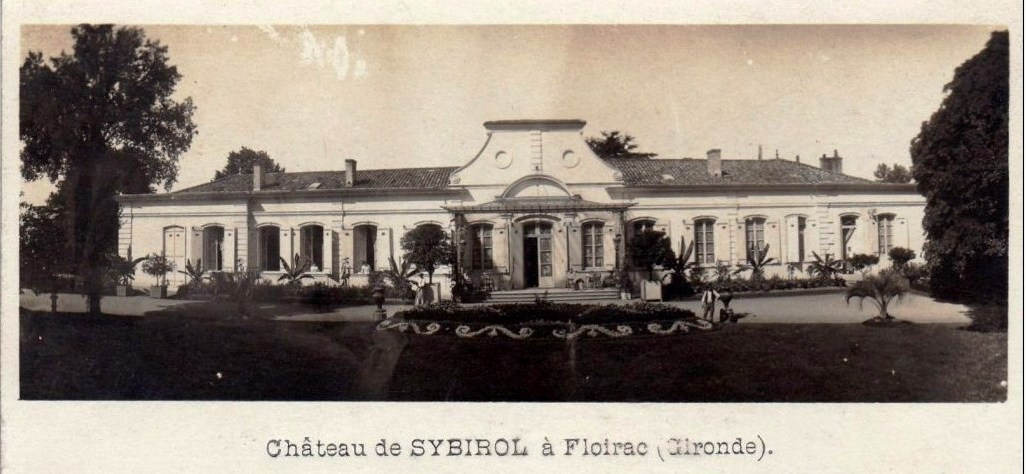
La chartreuse vers 1900-1910.

Le logis est une chartreuse rectangulaire dont la travée centrale est surmontée par deux ailerons très étirés et par une corniche. Elle est placée sur le rebord du coteau, face à Bordeaux. Les dépendances proches (écuries, chais, etc.) s'ordonnent autour d'une cour carrée.
Le château Sybirol-Feuillas n’a pas un parti décoratif très ambitieux, à l’exception de deux ailerons étirés et d’une corniche au centre de la façade.
Les pièces de réception ont conservé leurs lambris, leurs stucs et leurs cheminées.
|  |

|  |

|  |

L'implantation du bâtiment, à flanc de coteau, perchée à plus de 60 mètres par rapport au niveau de la Garonne, lui confère une vue imprenable sur la plaine de la Garonne.
| - Point de vue sur la Garonne et Bordeaux |

## Description du parc
L'ancienne propriété agricole du domaine s’étendait à l’origine sur 53 hectares. Le parc actuel est implanté sur 23 hectares. Les valeurs patrimoniales et paysagères du domaine de Sybirol lui ont valu son classement au code de l’environnement ainsi que son inscription aux monuments historiques.
Le marquis de Cahuzac, passionné d'horticulture, transforme l'ancienne exploitation agricole en véritable parc en 1856. L'architecte paysagiste Louis-Bernard Fischer (qui a refait le jardin public de Bordeaux au même moment) crée un jardin anglais sur 23 hectares.
Une serre est construite à côté de la chartreuse, comme un grand fronton sur lequel est fixé un rocaillage de calcaire pour installer des orchidées et des pivoines, avec un système d'irrigation par écoulement.
Le parc a beaucoup souffert lors de la tempête de décembre 1999 avec plusieurs centaines d'arbres abattus, notamment un grand cèdre, l'un des premiers plantés en France au XVIIIe siècle, qu'il y avait devant la maison. Mais il subsiste beaucoup de sujets datant de la création de Fischer. Les principales essences sont le cèdre du Liban, le chêne, le cyprès, le hêtre… Depuis plus de dix ans, Pierre Lafont a entamé des replantations dans le bois et mis en place une gestion la plus écologique possible.

### La salle fraîche
Cette construction comporte deux parties : une première, un bassin décoré de balustres et alimenté par des canalisations amenant l'eau de pluie et une seconde, une salle souterraine en contrebas.
- Le bassin ornemental était muni d'un trop-plein qui déversait l'eau dans la salle souterraine.
- La salle souterraine, d'environ 3 mx6 m, est voûtée en cul-de-four aux extrémités et en ogives pour la partie centrale. Sur la façade ouest, une ouverture pour l'éclairage. Au niveau du sol se trouve une citerne d'environ 50 cm de profondeur dans laquelle se déversent les eaux du bassin supérieur. La citerne est également munie d'un trop-plein.

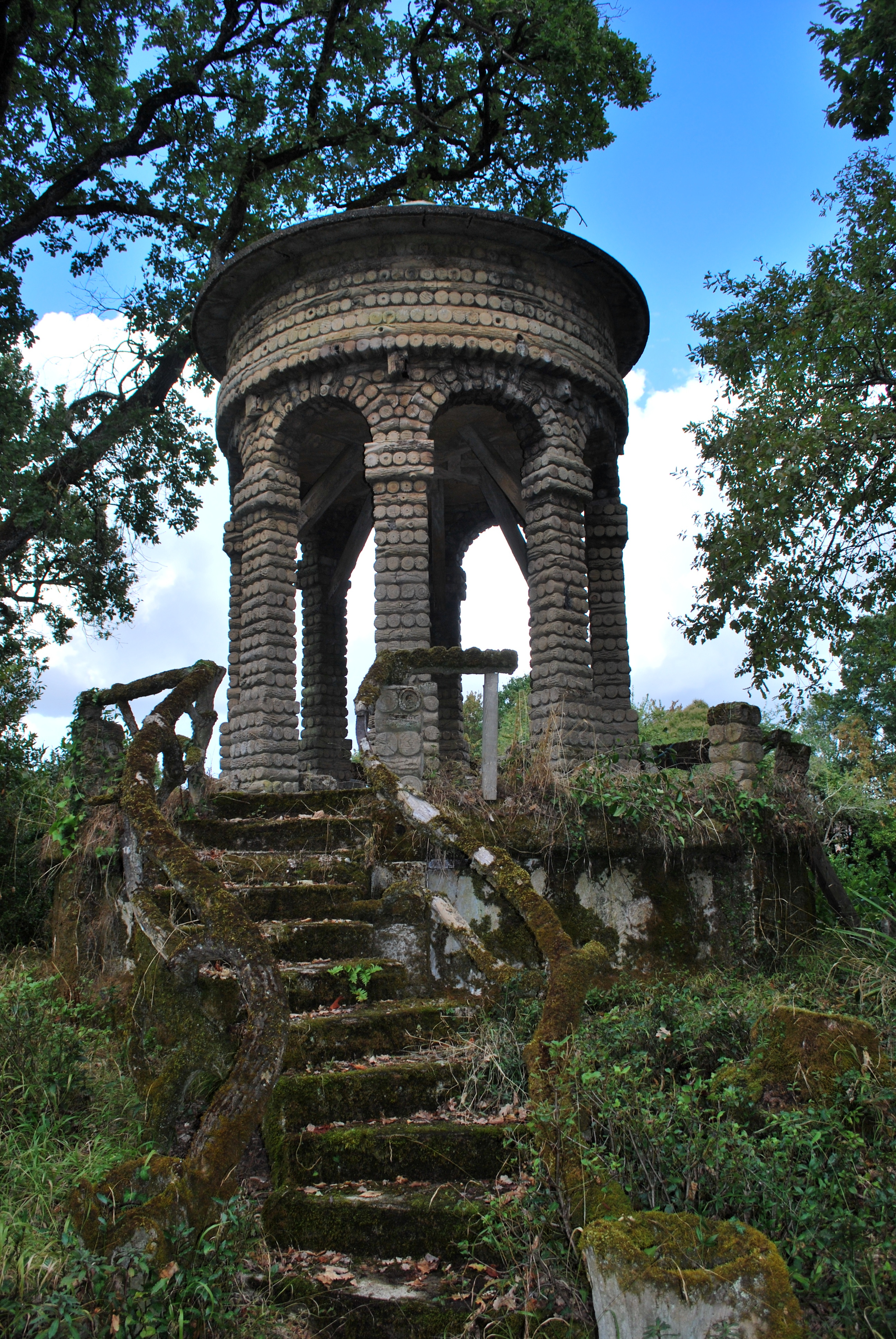
Le belvédère.

|  |

### Le belvédère-château d'eau
Un belvédère trône dans la forêt de chênes. Lui aussi est en rocaillage et construit intégralement en béton imitation bois. C'est l'une des premières utilisations de ce matériau. En dessous se trouve le château d'eau. Un puits permettait l'extraction de l'eau et la guidait jusqu'à l'habitation.

### Autre vestiges dans le parc
- Plus bas dans le parc, installée au beau milieu des arbres et faisant face à la ville de Bordeaux, une petite chapelle, L'Ermitage. Car selon la légende, un prêtre s'y serait réfugié pendant la Révolution française.

- Au bout de l'ancienne allée principale se trouve la fontaine de Monrepos. À l'origine, cet édifice n'était pas situé à cet endroit. Dans les années 1980, la voie rapide traversant les coteaux de Bordeaux et pénétrant le domaine, est tracée. Les propriétaires du domaine sont expropriés, mais ils parviennent à conserver la fontaine et à la faire remonter jusque dans le parc.

## Le devenir du domaine
Le propriétaire actuel, Pierre Lafont, a décidé de faire don du domaine à la ville de Floirac,,. Une façon pour lui de préserver l'intégrité du domaine d'enjeux immobiliers et de l'ouvrir au public. Pour la commune de Floirac, c'est la possibilité de relier le parc des Coteaux, le parc de Sybirol et son homologue cenonnais, le Cypressat et aussi de créer une liaison douce entre le bas et le haut Floirac. La ville aura le devoir de préserver ce domaine naturel.